# One Night (DJ OZMAの曲)
「One Night」（ワン・ナイト）は、DJ OZMAの3枚目のシングル。

## 概要
韓国のヒップホップユニット・DJ DOCの楽曲を日本語でカヴァー。DJ DOCの曲をカヴァーするのはこれで2度目である。カップリングの「KOIBITO」は氣志團の「恋人」のカヴァーである。

## 収録曲
1. One Night
2. KOIBITO
3. One Night(instrumental)
4. KOIBITO(instrumental)